# MAPPA
株式会社MAPPA（マッパ、英: MAPPA Co.,LTD.）は、日本のアニメ制作会社。日本動画協会正会員。
社名のMAPPAは「Maruyama Animation Produce Project Association」の頭文字に由来する。

## 概要
MAPPAは、作品構成・テーマ・映像表現などの制作物をプロデュースするアニメスタジオである。もともとは、2011年に70歳でマッドハウスを退社したアニメプロデューサーの丸山正雄が、片渕須直監督の『この世界の片隅に』をどうにかして世に出そうと設立したものだった。当初集まった人材も片渕や丸山たちと仕事がしたいと思った者たちが多かった。『この世界の片隅に』は資金集めに苦労し、公開できるかも未定の作品だったが、最終的には日本国内では最長となる1133日連続ロングラン上映となり累計動員数210万、興行収入27億円を突破するヒット作となった。
2016年、創設者の丸山は会長に就任し、新たに設立したスタジオM2に活動拠点を移す。それに伴い丸山はMAPPAの経営からも撤退し、設立時のメンバーでSTUDIO 4℃出身のプロデューサーである大塚学が2代目社長としてその座を引き継いだ。また、取締役・企画部部長にはフジテレビのプロデューサーである木村誠が就任した。
以降、大塚の経営方針により、様々なクリエイターに外注を行う多作傾向の体制に方向性がシフトする。大塚体制後に制作された『劇場版 呪術廻戦 0』は観客動員977万人以上、興行収入137億円を突破し、国内興行成績で歴代14位に相当する大ヒットを記録。同年5月までに世界70ヶ国以上で劇場公開され、日本を含むグローバルでの興行収入は約237億円に達した。

### 特徴
丸山正雄の在籍していた虫プロのDNAを引き継ぎ、作品制作に対して「面白ければ何でもいい。でも気に入らなければやらない」「面倒くさいことを言う人の、面倒くさい希望をあえて叶える」というスタンスを取っている。これは丸山が経営から退いた後もスタジオの理念として引き継がれた。
スタジオとして制作する作品を選ぶ基準は、プロデューサーや監督が「面白い」「やってみたい」と心の底から思える作品であるかどうかを重視している。また、スタジオとして取り組むテーマを作品・制作ラインごとに掲げており、設立初期の作品は若手社員を中心としてスタッフの経験やスタジオとしての実績を積むことを目的としたものが多かった。作画をメインとするスタジオだが、2020年放送の『ドロヘドロ』ではスタジオとして初めて3DCGを中心とした作品作りに挑戦した。
制作体制としては外部のクリエイターや専門スタジオに積極的に発注を行うことで、バラエティ豊かな作品を作っている。そのため、作品ごとにスタジオのカラーが変わり様々なタイプの作品に柔軟に対応できる体制となっている。
アニメーション制作では、作画とCGを融合させた新しい画づくりを目指しており、社内にCGI部門やCGI専門スタジオを設立することでCGクオリティの向上にも注力している。

### 制作方針・雇用
近年、作品数増加による劣悪な労働環境や低賃金などの問題への対策として各スタジオが制作本数を減らしていく傾向にあるなかで、経営が大塚に代わって以降のMAPPAでは、「業界の抱える問題から目を背けない」「作品数が多いということはアニメーションに需要があるということ。その需要に対して高品質な作品をいかに供給できるかが問題」という考えのもと、作品や工程ごとに様々な専門性の高いスタジオやフリーランス個人に作業の多くを発注し、制作本数を増やして生産性を高めることで上記の問題に対処しようとしている。制作本数としては、劇場作品を交えながら、毎年4〜8本ほどのテレビ・Webアニメシリーズを制作している。
アニメーターなどスタッフの待遇面については、労働環境の改善と映像表現の追求の両立を目指している。現在は外注や契約アニメーターとの制作をメインとしており、契約スタッフを含めスタッフ総数は2022年時点で300名を超えている。現在は契約スタッフがメインだが、大塚は将来的な目標として京都アニメーションやufotableを挙げており、両スタジオに共通する「社員による全セクションの内製体制や正社員雇用」を目標に内製を強化していき、将来的には両スタジオと同様の完全内製体制を目指している。この方針を実現するために仙台スタジオでは「安定した生活基盤の上で仕事に打ち込む」ことを目標に設立当初は新卒から正社員として雇用。教育を充実させながら人を増やしていくことを大きな課題として取り組んでいる。現状、全スタッフを正社員として雇用すると経営を圧迫するためこの取り組みは仙台スタジオの一部スタッフのみではあるが、将来的には拡充していく方針である。
スタジオとしては出資比率に応じて利益配分される製作委員会に加わることが多いが、2022年放送のテレビアニメ『チェンソーマン』においては通常の複数企業から出資を募る製作委員会方式ではなく100％自社の出資で制作を行い、ビジネス面で新たなチャレンジをしている。

## 沿革

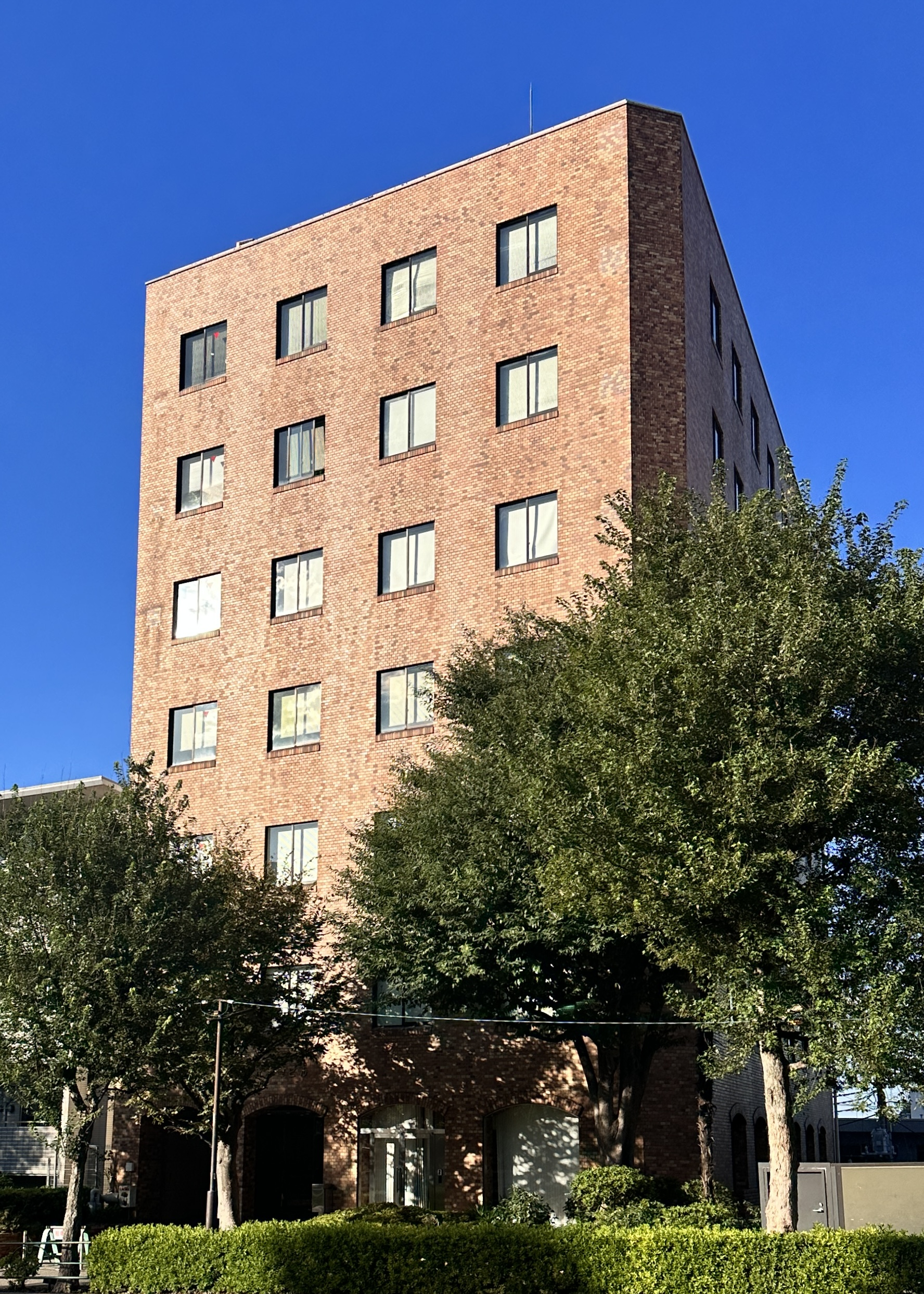
2018年から2024年まで本社が入居していた朝日生命杉並ビル

2011年6月、マッドハウスの創設者のひとりである丸山正雄プロデューサーが設立、代表取締役に就任する。
2016年4月、大塚学が2代目社長に就任。丸山は会長となり経営から退く。同時にクリエイターとしての活動の場を自らが新たに立ち上げたプリプロダクション専門のアニメ制作会社のスタジオM2に移した。同年9月には同社設立のきっかけとなった長編アニメーション映画『この世界の片隅に』のプロデューサーを務めた松尾亮一郎が独立。アニメスタジオ「CLAP」を設立して代表取締役に就任し、同作の制作メンバーがMAPPAより移籍した。
2018年2月5日、本社を東京都杉並区成田東5丁目42番18号 池下アネックスビル3Fから同区天沼2丁目3番9号 朝日生命杉並ビル9階へ移転。同年4月2日、仙台市にスタジオを開設。同年10月22日、サンライズやぴえろなど国内の大手アニメスタジオ8社とともにグループ横断組織「電通ジャパニメーションスタジオ（Dentsu Japanimation Studio）」を設置。アニメーションの活用による企業等のブランディングなどのマーケティング課題に対応する体制の構築を目指し、広告大手の電通と提携を結んだ。
2019年9月2日、大塚が片渕須直監督の次回作制作のためにアニメ制作会社「コントレール」を設立。大塚が代表取締役を兼任する。
2020年10月23日、アニマ&カンパニー、サイエンスSARU、スタジオミールの日韓のアニメ制作会社3社とともに、動画配信大手のNetflixと新規作品制作における包括的な業務提携を結ぶ。
2021年3月、『呪術廻戦』第1期の監督を務めた朴性厚が独立し、アニメ制作会社「E&H production」を設立、同社の代表取締役社長に就任した。設立に際して多数の主要クリエイターが移籍している。
2022年3月、大阪市内に3DCGIを専門とする新たなスタジオを設立する方針を発表した。
2024年10月1日、本社を東京都中野区中野2丁目24番11号 住友不動産中野駅前ビル10階へ移転。
2025年4月1日、作曲家やアーティストと協力しながら作品の世界観に寄り添った音楽を創ることを目的に音楽レーベル「mappa records」を設立。また、同日付で日本動画協会に正会員として入会した。

## 制作体制
東京・中野区に本社とスタジオを持つほか、2018年に動画工程専門の仙台スタジオを設立。大阪にもCGI専門のスタジオを開設している。2023年現在、東京、仙台、大阪で100名近いフリーランスの契約スタッフも含めた約360名が活動している。
作品は各アニメーションプロデューサーが統括・管理しており、各ラインごとにチームが分かれている。年間作品数の多さから、一般的な日本のアニメスタジオと同様に各作品ごとに工程の多くを外注している。編集はキュー・テックやエディッツに依頼することが多い。

### 東京スタジオ
東京スタジオは制作部、CGI部、演出部、作画部、ライツ事業部、企画開発部などから構成される。
ライツ事業部・企画開発部・制作部には100名以上のスタッフが所属。企画・制作進行業務を主としているが、その他にも宣伝や各種版権窓口、国内イベント事業、グッズ制作・版権事業など、一般的にメーカー側が担当する業務も請け負っている。海外イベントの運営や翻訳・通訳などの海外事業案件も取り扱う。
CGI部には約100名以上のスタッフが所属。3DCG、背景、仕上、撮影、編集、デザインの6部門で構成され、デジタルワークス全般を担当している。外注の専門スタジオではなく同社CGI部が参加する元請作品の場合は、作品の監督と意見交換して完成イメージを共有しながら内製できることを強みとしている。
作画部では正式に所属する正社員・契約社員の約30名のスタッフが原画を担当。その他、演出や作画に関するスタッフの多くは各プロジェクトごとにフリーランスの演出家やアニメーターが多数参加している。

### 仙台スタジオ
2018年4月2日に開設。地元採用数名を含む13名で活動をスタートした。 2020年時点で31人にまで拡充。東京スタジオとの違いとして、設立当初は新卒採用者全員を正社員で雇用していた。
仙台に進出した理由は「地元でアニメ制作の仕事をしたい」という東北の若者たちの受け皿になることや「地方都市でアニメを学んでも就職は東京」というアニメ制作の東京一極集中の是正のため。開設場所の検討に当たっては、同じ宮城県の塩竈市が丸山会長の出身地であり、社内にも宮城出身者がいたことからスムーズにイメージができたという。
仙台スタジオでは主に動画と仕上げ（彩色）の工程を担当。特徴として、動画マンが仕上げの工程も担当する「デジタル動仕」を主としている。そのため、紙に鉛筆で描く従来の方式ではなく、液晶タブレットにペンで描きこむデジタル動画を推進。アニメーターによる仕上工程までの一貫作業、および早期の実作業入りを実現している。デジタルツールの導入は、前工程の原画や後工程以降を担う東京の制作現場とデータのやりとがスムーズに行え、地方拠点でも不利なく作業が行える利点がある。
仙台スタジオでは自社作品の動画・仕上げ部門を社内で完結させることを将来的な目標としている。また、3DCG・撮影・背景といったCGI 部門を仙台に新設することも想定しており、将来的にはCGや撮影、演出などの人材も仙台で育ててアニメーション制作の全工程を仙台で行うことを理想に掲げている。

### 大阪スタジオ
2022年3月1日、新スタジオを大阪市内に設立すると発表。新拠点を設立する理由については、近年の在宅ワークの浸透で業務に地理的な制約がなくなり、事業拡大と拠点の分散を考えた時、隣接府県からのアクセスが良く、関西在住のクリエイターや学生が地元を離れずに仕事ができる大阪市が適していると考えたからとしている。
3つめの拠点となる大阪スタジオは、CGIに特化し、3DCG部門からスタートして背景や仕上、撮影、編集、デザインなどのデジタルワークスを担当することを想定している。3DCGではCGソフトで業界内シェアの高い3ds Maxだけでなく、普及が進んでいるBlenderも実制作へ投入する予定である。

### 所属プロデューサー
| 氏名     | 主な担当作品 | 備考       |
| -------- | --- | ---------- |
| 丸山正雄 | うしおととら 牙狼 -紅蓮ノ月- | 取締役会長 |
| 大塚学   | 坂道のアポロン てーきゅう 残響のテロル 神撃のバハムート 牙狼-GARO-シリーズ DAYS BANANA FISH ゾンビランドサガ（第1期） さらざんまい RE-MAIN | 代表取締役 |
| 野田楓子 | パンチライン ユーリ!!! on ICE ドロヘドロ 恋とプロデューサー〜EVOL×LOVE〜 体操ザムライ 平穏世代の韋駄天達 アリスとテレスのまぼろし工場      |            |
| 川越恒   | 将国のアルタイル ゴッド・オブ・ハイスクール 進撃の巨人 The Final Season Part2・完結編 前編 takt op.Destiny 地獄楽                          |            |
| 松永理人 | どろろ グランブルーファンタジー（第2期） 進撃の巨人 The Final Season Part1                                                                 |            |
| 小川崇博 | かつて神だった獣たちへ LISTENERS リスナーズ ゾンビランドサガ リベンジ ダンス・ダンス・ダンスール とんでもスキルで異世界放浪メシ            |            |
| 瀬下恵介 | 呪術廻戦 チェンソーマン |            |

## 作品

### テレビアニメ
| 開始年 | 放送期間         | タイトル                                          | 監督                          | アニメーション プロデューサー         | 備考                         |
| ------ | ---------------- | ------------------------------------------------- | ----------------------------- | ------------------------------------- | ---------------------------- |
| 2012年 | 4月 - 6月        | 坂道のアポロン                                    | 渡辺信一郎                    | 諸澤昌男 大塚学 宇田川純男            | 共同制作：手塚プロダクション |
| 2012年 | 10月 - 12月      | てーきゅう                                        | 板垣伸                        | 田中将士                              | 第1期                        |
| 2013年 | 7月 - 9月        | てーきゅう                                        | 板垣伸                        | 大塚学                                | 第2期                        |
| 2013年 | 10月 - 12月      | てーきゅう                                        | 板垣伸                        | 大塚学                                | 第3期                        |
| 2013年 | 10月 - 2014年3月 | はじめの一歩 Rising                               | 宍戸淳 西村聡                 | 岩瀬安輝 橋本信太郎 渡部正和 上田純久 | 共同制作：マッドハウス       |
| 2014年 | 7月 - 9月        | 残響のテロル                                      | 渡辺信一郎                    | 大塚学                                |                              |
| 2014年 | 10月 - 12月      | 神撃のバハムート GENESIS                          | さとうけいいち                | 大塚学                                |                              |
| 2014年 | 10月 - 2015年3月 | 牙狼〈GARO〉-炎の刻印-                            | 林祐一郎                      | 大塚学                                |                              |
| 2015年 | 4月 - 6月        | パンチライン                                      | 上村泰                        | 大塚学 野田楓子                       |                              |
| 2015年 | 7月 - 12月       | うしおととら                                      | 西村聡                        | 丸山正雄 三田圭志                     | 共同制作：studio VOLN        |
| 2015年 | 10月 - 2016年4月 | 牙狼 -紅蓮ノ月-                                   | 若林厚史                      | 丸山正雄                              |                              |
| 2016年 | 4月 - 6月        | うしおととら（第2シーズン）                       | 西村聡                        | 丸山正雄 三田圭志                     | 共同制作：studio VOLN        |
| 2016年 | 7月 - 12月       | DAYS                                              | 宇田鋼之介                    | 大塚学                                |                              |
| 2016年 | 10月 - 12月      | ユーリ!!! on ICE                                  | 山本沙代                      | 野田楓子 小川崇博                     |                              |
| 2017年 | 1月 - 3月        | アイドル事変                                      | 吉田大輔                      | 三田圭志                              | 共同制作：studio VOLN        |
| 2017年 | 4月 - 9月        | 神撃のバハムート VIRGIN SOUL                      | さとうけいいち                | 増田克人                              |                              |
| 2017年 | 7月 - 9月        | 賭ケグルイ                                        | 林祐一郎                      | N/A                                   |                              |
| 2017年 | 7月 - 12月       | 将国のアルタイル                                  | 古橋一浩                      | 川越恒                                |                              |
| 2017年 | 10月 - 12月      | いぬやしき                                        | さとうけいいち（総） 籔田修平 | 増田克人                              |                              |
| 2017年 | 10月 - 2018年3月 | 牙狼〈GARO〉-VANISHING LINE-                      | 朴性厚                        | 野田楓子 小川崇博                     |                              |
| 2018年 | 7月 - 12月       | BANANA FISH                                       | 内海紘子                      | 大塚学                                |                              |
| 2018年 | 10月 - 12月      | ゾンビランドサガ                                  | 境宗久                        | 大塚学                                |                              |
| 2019年 | 1月 - 3月        | 賭ケグルイ××                                      | 林祐一郎 松田清               | 小川崇博                              |                              |
| 2019年 | 1月 - 6月        | どろろ                                            | 古橋一浩                      | 松永理人                              | 共同制作：手塚プロダクション |
| 2019年 | 4月 - 6月        | さらざんまい                                      | 幾原邦彦                      | 大塚学 渡部正和                       | 共同制作：ラパントラック     |
| 2019年 | 7月 - 9月        | かつて神だった獣たちへ                            | 宍戸淳                        | 小川崇博                              |                              |
| 2019年 | 10月 - 12月      | GRANBLUE FANTASY The Animation Season 2           | 梅本唯                        | 松永理人                              |                              |
| 2020年 | 1月 - 3月        | うちタマ?! 〜うちのタマ知りませんか?〜            | 松田清                        | 久保亨 渡部正和                       | 共同制作：ラパントラック     |
| 2020年 | 1月 - 3月        | ドロヘドロ                                        | 林祐一郎                      | 野田楓子                              |                              |
| 2020年 | 4月 - 6月        | LISTENERS リスナーズ                              | 安藤裕章                      | 小川崇博                              |                              |
| 2020年 | 7月 - 9月        | THE GOD OF HIGH SCHOOL ゴッド・オブ・ハイスクール | 朴性厚                        | 川越恒 久保亨                         |                              |
| 2020年 | 7月 - 10月       | 恋とプロデューサー〜EVOL×LOVE〜                   | 境宗久                        | 野田楓子                              |                              |
| 2020年 | 10月 - 12月      | 体操ザムライ                                      | 清水久敏                      | 野田楓子                              |                              |
| 2020年 | 10月 - 2021年3月 | 呪術廻戦                                          | 朴性厚                        | 瀬下恵介                              |                              |
| 2020年 | 12月 - 2021年3月 | 進撃の巨人 The Final Season（Part.1)              | 林祐一郎                      | 松永理人                              |                              |
| 2021年 | 4月 - 6月        | ゾンビランドサガ リベンジ                         | 境宗久                        | 小川崇博                              |                              |
| 2021年 | 7月 - 10月       | 平穏世代の韋駄天達                                | 城所聖明                      | 野田楓子                              |                              |
| 2021年 | 7月 - 10月       | RE-MAIN                                           | 西田征史（総） 松田清         | 大塚学                                |                              |
| 2021年 | 10月 - 12月      | takt op.Destiny                                   | 伊藤祐毅                      | 川越恒 福士裕一郎                     | 共同制作：マッドハウス       |
| 2022年 | 1月 - 4月        | 進撃の巨人 The Final Season（Part.2）             | 林祐一郎                      | 川越恒                                |                              |
| 2022年 | 4月 - 6月        | ダンス・ダンス・ダンスール                        | 境宗久                        | 小川崇博                              |                              |
| 2022年 | 10月 - 12月      | チェンソーマン                                    | 中山竜                        | 瀬下恵介                              |                              |
| 2023年 | 1月 - 6月        | ヴィンランド・サガ（SEASON 2）                    | 籔田修平                      | 長谷川博哉                            |                              |
| 2023年 | 1月 - 3月        | とんでもスキルで異世界放浪メシ（第1期）           | 松田清                        | 小川崇博                              |                              |
| 2023年 | 3月              | 進撃の巨人 The Final Season                       | 林祐一郎                      | 川越恒                                | 前編                         |
| 2023年 | 11月             | 進撃の巨人 The Final Season                       | 林祐一郎                      | 川越恒                                | 後編                         |
| 2023年 | 4月 - 7月        | 地獄楽                                            | 牧田佳織                      | 川越恒                                |                              |
| 2023年 | 7月 - 12月       | 呪術廻戦 懐玉・玉折/渋谷事変                      | 御所園翔太                    | 瀬下恵介                              |                              |
| 2024年 | 1月 - 3月        | ぶっちぎり?!                                      | 内海紘子                      | 小川崇博                              |                              |
| 2024年 | 4月 - 7月        | 忘却バッテリー                                    | 中園真登                      | 長谷川博哉 岡村耕也                   |                              |
| 2024年 | 10月 - 12月      | らんま1/2 (2024)                                  | 宇田鋼之介                    | 岡村耕也                              |                              |
| 2025年 | 1月 - 3月        | 全修。                                            | 山﨑みつえ                    | 小川崇博                              |                              |
| 2025年 | 4月 - 6月        | LAZARUS ラザロ                                    | 渡辺信一郎                    | 松永理人                              | TOONAMIオリジナル作品        |
| 2025年 | 10月 -           | とんでもスキルで異世界放浪メシ（第2期）           | 松田清                        | 加藤広大                              |                              |
| 未公表 | 未公表           | 呪術廻戦 死滅回游                                 | 未公表                        | 未公表                                |                              |

### 劇場アニメ
| 公開年 | タイトル                                       | 監督                             | アニメーション プロデューサー |
| ------ | ---------------------------------------------- | -------------------------------- | ----------------------------- |
| 2016年 | 牙狼〈GARO〉-DIVINE FLAME-                     | 林祐一郎                         | 大塚学 小川崇博               |
| 2016年 | この世界の片隅に                               | 片渕須直                         | 松尾亮一郎                    |
| 2019年 | この世界の（さらにいくつもの）片隅に           | 片渕須直                         | 大塚学 松尾亮一郎             |
| 2021年 | 劇場版 呪術廻戦 0                              | 朴性厚                           | 瀬下恵介                      |
| 2023年 | アリスとテレスのまぼろし工場                   | 岡田麿里                         | 野田楓子 橘内諒太             |
| 2024年 | 劇場版 イナズマイレブン 新たなる英雄たちの序章 | 日野晃博（総） 籔田修平          | 脇優梨子                      |
| 2025年 | ベルサイユのばら                               | 吉村愛                           | 川越恒 野田楓子               |
| 2025年 | 劇場版 チェンソーマン レゼ篇                   | 吉原達矢                         | 未公表                        |
| 2025年 | 劇場版 ゾンビランドサガ ゆめぎんがパラダイス   | 宇田鋼之介（総） 佐藤威 石田貴史 | 脇優梨子                      |

### Webアニメ
| 配信年 | タイトル                  | 監督                    | アニメーション プロデューサー | 備考                                                    |
| ------ | ------------------------- | ----------------------- | ----------------------------- | ------------------------------------------------------- |
| 2020年 | リリィ・トライアングル    | N/A                     | N/A                           | まにまにTVにて配信の漫画動画                            |
| 2020年 | ふしぎねこのきゅーちゃん  | N/A                     | N/A                           | まにまにTVにて配信の漫画動画                            |
| 2021年 | Yasuke -ヤスケ-           | ルショーン・トーマス    | N/A                           | Netflix                                                 |
| 2022年 | 賭ケグルイ双              | 林祐一郎（総） 牧田佳織 | 小川崇博                      | Netflix                                                 |
| 2025年 | きかせてほしい きみのこと | 北澤康幸                | せきねあやこ                  | 共同制作：CONTRAIL、中野区公式YouTubeチャンネルにて公開 |

### ゲーム
| 発売年 | タイトル                                      | 監督               | 備考                                      |
| ------ | --------------------------------------------- | ------------------ | ----------------------------------------- |
| 2018年 | アイドリッシュセブン                          | 境宗久             | 「ナナツイロ REALiZE」MV制作              |
| 2019年 | ペルソナ5 ザ・ロイヤル                        | 林祐一郎           | オープニングアニメーション制作            |
| 2024年 | イナズマイレブン 英雄たちのヴィクトリーロード | N/A                | アニメーション制作                        |
| 2024年 | ファミコン探偵倶楽部 笑み男                   | イシグロキョウヘイ | アニメーション制作 共同制作：コントレール |

### その他
| 年     | タイトル                                                                         | 備考                                                                     |
| ------ | -------------------------------------------------------------------------------- | ------------------------------------------------------------------------ |
| 2012年 | 新潟市アニメプロジェクト 古町と団子郎「ラグーンストーンを探せ!」                 | 2012年11月10日「がたふぇす」にて公開                                     |
| 2012年 | トヨタ自動車 ITS Ha:mo（ハーモ） コンセプト映像 「約束への道」                   |                                                                          |
| 2013年 | 新潟市アニメプロジェクト 古町と団子郎 第二段「謎の巨大魚をつかまえろ!」          |                                                                          |
| 2013年 | NHK 「花は咲く」アニメーション版                                                 |                                                                          |
| 2014年 | 新潟市アニメプロジェクト 古町と団子郎 第三段「光る鯛車を取り戻せ!」              |                                                                          |
| 2018年 | オタフクソースのアニメ・わたしの名はオオタフクコ〜小さな幸せを、地球の幸せに。〜 | -2019年                                                                  |
| 2019年 | POCARI SWEAT – Bintang SMA                                                       | 共同制作:CLAP、PT. Amerta Indah Otsuka（インドネシア）のアニメーションCM |
| 2019年 | This is # BintangSMA 2019 Winner!                                                | 共同制作:CLAP、PT. Amerta Indah Otsuka（インドネシア）のアニメーションCM |
| 2020年 | NHK 「NHKスペシャル【#あちこちのすずさん・戦争×アニメ×青春！】」                 |                                                                          |
| 2021年 | 「俺たちマジ校デストロイ」 MV                                                    |                                                                          |
| 2023年 | ネイチャーラボ「MARO17」CM 『泡沫（ウタカタ）feat.TETS』篇                       |                                                                          |
| 2024年 | Eve × Deu「フラットウッズのモンスターみたいに」 MV                               |                                                                          |
| 2025年 | 中野区孤独・孤立対策アニメーション「きかせてほしい きみのこと」                  | 共同制作:CONTRAIL                                                        |

### 制作協力
| 年     | タイトル               | 制作元請           | 備考         |
| ------ | ---------------------- | ------------------ | ------------ |
| 2012年 | 宇宙兄弟               | A-1 Pictures       | 各話制作協力 |
| 2013年 | THE UNLIMITED 兵部京介 | Manglobe           | 各話制作協力 |
| 2013年 | AMNESIA                | ブレインズ・ベース | 各話制作協力 |
| 2014年 | スペース☆ダンディ      | BONES              | 各話制作協力 |
| 2023年 | PLUTO                  | スタジオM2         | 各話制作協力 |

## 関連人物

### 所属スタッフ

#### 制作
役員
2025年4月現在。
- 大塚学（代表取締役社長、コントレール代表取締役を兼任）
- 丸山正雄（創業者・取締役会長、スタジオM2代表取締役を兼任）
- 長谷川博哉（取締役副社長・プロデューサー、ゴンゾ→Production I.G→WIT STUDIO出身）
- 淡輪雄介（取締役、CGI部部長）
- 籔田修平（取締役）
- 細貝康介（取締役）
- 福島祐一（社外取締役）
- 瀬下恵介（執行役員・プロデューサー）
- 奥納基（執行役員）
- 松尾英児（顧問・Chief Rights Officer）

プロデューサー
- 川越恒
- 松永理人
- 小川崇博

#### アニメーター・演出家
- 平松禎史（演出家、キャラクターデザイナー、アニメーター）
- 宇田鋼之介（監督、演出家）
- 御所園翔太（監督、演出家、アニメーター）
- 牧田佳織（監督、演出家）
- 松田清（監督、演出家）
- 小林敦（監督、演出家）
- 佐藤威（監督、演出家）
- 岡本泰知（演出家）
- 高田陽介（演出家、アニメーター）
- 岸友洋（キャラクターデザイナー、アニメーター）
- 新沼大祐（キャラクターデザイナー、アニメーター）
- 工藤晃子（アニメーター）

### 関連スタッフ

#### 制作（関連スタッフ）
- 木村誠（元取締役・企画部部長、フジテレビ出身）
- 野田楓子（元プロデューサー）

#### アニメーター・演出家（関連スタッフ）
- 渡辺信一郎
- 片渕須直（元所属スタッフ、現：コントレール取締役）
- 阿部恒（元所属スタッフ）
- 境宗久（元所属スタッフ、現：スタジオKAI所属）
- 朴性厚（元所属スタッフ、現：E&H production代表取締役社長）
- 梅本唯（元所属スタッフ、現：E&H production所属）
- 清水久敏（元所属スタッフ、現：E&H production所属）
- 西澤千恵（元所属スタッフ、現：E&H production所属）
- 佐野誉幸（元所属スタッフ、現：E&H production所属）

#### 3Dクリエイター
- 申在勲（元所属スタッフ、現：E&H production所属）
- 朴昌楫（元所属スタッフ、現：E&H production所属）

#### その他（関連スタッフ）
- 瀬古浩司（脚本家）
- 松尾亮一郎（元プロデューサー、現：CLAP代表取締役社長）